# Cécile Hernandez
Pour les articles homonymes, voir Hernandez.
Cécile Hernandez est une snowboardeuse handisport, journaliste et écrivaine française, née à Perpignan le 19 juin 1974. Elle fait partie de l'équipe de France depuis février 2014.
Elle a notamment remporté trois médailles aux Jeux paralympiques, l'argent lors de l'édition 2014 de Sotchi, puis le bronze du snowboardcross et l'argent du banked slalom aux Jeux 2018 de Pyeongchang. Elle remporte son premier titre paralympique en cross lors des Jeux de 2022.

## Biographie
Cécile Hernandez commence sa carrière sportive, à l'époque où elle est encore valide, par une pratique internationale en BMX, puis, toujours encore valide, elle découvre le snowboard. Mais le 21 octobre 2002, elle est foudroyée au réveil par une poussée de sclérose en plaques qui lui paralyse totalement les jambes pendant plusieurs mois. Elle arrête totalement le sport et se réfugie dans l'écriture. Elle publie deux ouvrages  aux Éditions du Rocher et devient chroniqueuse pour Europe 1 en 2011 et journaliste en 2012 pour le groupe Le Figaro. Elle couvre les Jeux paralympiques de Londres.
En décembre 2013, elle reprend le snowboard, cette fois dans sa version handisport, alors qu'elle est toujours journaliste. En février 2014, elle décroche sa place dans la délégation française aux Jeux paralympiques d'hiver qui se déroulent à Sotchi. Le 14 mars 2014, Cécile Hernandez remporte une médaille d'argent, et entre ainsi dans l'histoire du snowboardcross,.
Le 15 juin 2014, elle est décorée chevalier de l'ordre national du Mérite par le président de la République, François Hollande.
Au cours de la saison 2014-2015, Cécile Hernandez signe le grand chelem en remportant toutes les étapes de coupe du monde de snowboardcross et de banked slalom. En étant leader pour sa première saison complète, elle rajoute à son palmarès sportif un globe de cristal. Sa saison se termine sur un titre de championne du monde de banked slalom lors des mondiaux de La Molina en Espagne, après avoir été sacrée vice-championne du monde de boardercross dans la même semaine.
Lors de la saison suivante 2015-2016, toujours sous les couleurs de la station des Angles, elle signe dix victoires en coupes d'Europe et du monde, dont sept dans cette dernière compétition où elle remporte un total de neuf podiums. Elle remporte deux globes de cristal : celui de leader du classement général mondial et l'autre pour la première place mondiale en banked slalom.
Elle remporte le titre de vice-championne du monde de snowboardcross le 4 février 2017 et double la mise avec une médaille d'argent en banked slalom le 7 février, aux championnats du monde de snowboard handisport dans la station Big White au Canada. Avec sept podiums donc cinq victoires, elle remporte le classement général de la coupe du monde, remportant également les globes de cristal de cross et en banked slalom.
Elle intègre l'équipe de France Douanes le 20 janvier 2017 afin de participer aux Jeux paralympiques de 2018 à Pyeongchang. Elle obtient sa sélection en équipe de France, la deuxième de sa carrière aux Jeux. Lors de la compétition de snowboardcross, elle remporte une médaille de bronze. Elle remporte ensuite la médaille d'argent du banked slalom. C'est pour ces raisons qu'elle est choisie pour être la marraine de la 4e session mixte des contrôleurs des douanes, dont elle clôt la formation initiale le 13 février 2019 à l'Ecole Nationale des Douanes de La Rochelle.
En 2022, elle intègre le 40 Femmes Forbes, les 40 femmes les plus influentes de l'année.
Candidate pour intégrer le comité directeur de la Ligue nationale de rugby en mars 2025, elle n'est pas élue par l'assemblée générale,.

### Distinctions
- 2019 :  Chevalière de la Légion d'honneur
- 2022 :  Officière de l'ordre national du Mérite[17]
- 2022 : 40 Femmes Forbes

## Palmarès

### Jeux paralympiques
| Épreuve / Édition   | Cross  | Banked slalom                    |
| ------------------- | ------ | -------------------------------- |
| JO 2014 Sotchi      | Argent | Épreuve inexistante à cette date |
| JO 2018 Pyeongchang | Bronze | Argent                           |
| JO 2022 Pékin       | Or     |                                  |

Légende :
 : première place, médaille d'or
 : deuxième place, médaille d'argent
 : troisième place, médaille de bronze
  : pas d'épreuve

### Championnats du monde handisport
| Épreuve / Édition         | Cross  | Slalom |
| ------------------------- | ------ | ------ |
| Mondiaux 2015 La Molina   | Argent | Or     |
| Mondiaux 2017 Big White   | Argent | Argent |
| Mondiaux 2019 Pyhä        | -      | Or     |
| Mondiaux 2022 Lillehammer | Or     | Argent |
| Mondiaux 2025 Big White   | Or     | Bronze |

Légende 
 : première place, médaille d'or
 : deuxième place, médaille d'argent
 : troisième place, médaille de bronze